# Anne de Bohême (1204-1265)
 (septembre 2021).
Pour les articles homonymes, voir Anne de Bohême.
Anne de Bohême (en tchèque : Anna Lehnická ; en polonais : Anna Przemyślidka), née vers 1204 et morte le 26 août 1265, est une princesse issue de la dynastie des Přemyslides. De 1238 jusqu'à 1241, elle fut duchesse de Pologne à Cracovie, de Silésie et de Grande-Pologne par son mariage avec Henri II le Pieux, princeps de Pologne. Elle est rappelée par la communauté des religieuses franciscaines du couvent Sainte-Claire de Prague à Wroclaw comme leur fondatrice et bienfaitrice.

## Biographie
Anne naît probablement à Prague, où règnent son père, Ottokar Ier (mort en 1230), roi de Bohême, et sa seconde épouse, Constance de Hongrie (morte en 1240), sœur du roi André II, lui-même père de sainte Élisabeth de Hongrie. Ses grands-parents maternels sont Béla III de Hongrie et sa première femme, Agnès d'Antioche. Ses grands-parents paternels sont Ladislas II de Bohême et Judith de Thuringe.
Sa plus jeune sœur Agnès de Bohême (1211-1282), l'abbesse du couvent Sainte-Agnès à Prague est canonisée par le pape Jean-Paul II, le 12 novembre 1989.
Vers l'âge de 12 ans, elle épouse le prince Henri II le Pieux, un membre de la branche silésienne de la Maison Piast, fils aîné et héritier du duc silésien Henri Ier le Barbu et de son épouse Edwige. Les Piast de Silésie profitent de conflits politiques internes pour gagner de vastes territoires polonais à la mort du duc Lech le Blanc en 1227. Henri le Barbu hérite du duché de Grande-Pologne en 1231 et l'année suivante, récupère le trône polonais à Cracovie. À sa mort, le 19 mars 1238, son fils Henri II, co-régent de Silésie depuis 1226, lui succède à la tête des duchés réunifiés. 
Il ne règne que trois ans et est tué le 9 avril 1241, à la bataille de Legnica contre les Mongols. Anne devient régente au nom de son fils Boleslas II et ses frères. Les Piast de Silésie ne parviendront toutefois pas à maintenir leur suprématie sur leurs territoires polonais : la mort d'Henri est suivie par l'éclatement des territoires que son père et lui avaient essayé d'unifier et le duc Conrad Ier de Mazovie, ennemi juré d'Henri le barbu, occupe le trône de Cracovie.
Le 8 mai 1242, Anne et son fils fondent l'abbaye bénédictine de Krzeszów (Grüssau). La duchesse douairière est également une généreuse bienfaitrice des religieuses franciscaines de Wrocław, de concert avec sa jeune sœur, Agnès de Bohême. En 1256, le pape Alexandre IV écrit aux évêques de Wrocław et Lebus pour les informer qu'Anne envisage la construction d'une abbaye qui accueillerait une communauté de franciscaines, afin de satisfaire le vœu qu'elle et son défunt mari avaient formé. La construction commence en 1257 et Anne dote richement l'abbaye, en veillant toutefois que cela ne viole pas le vœu de pauvreté des religieuses. En 1263, le pape Urbain IV émet une bulle précisant qu'Anne souhaite que les religieuses n'utilisent les biens qu'elle leur a donnés qu'en cas de nécessité. Les Notæ Monialium Sanctæ Claræ Wratislaviensium font d'elle la fondatrice de l'abbaye des clarisses à Wrocław. Sa vita, écrite dans la première moitié du XIe siècle, la relie étroitement à sa belle-mère, sainte Hedwige d'Andechs, qui semble avoir exercé la plus grande influence sur la vie religieuse de la duchesse.
D'après un texte connu sous le nom des Notæ Monialium Sanctæ Claræ Wratislaviensium, une chronique rédigée par une Franciscaine de Wrocław, Anne meurt en 1265 et sera enterrée dans le cloître de l'abbaye, dans la chapelle Sainte-Edwige, à Wrocław.
L'historien Gábor Klaniczay considère que bien qu'elle soit vénérée comme une sainte en Pologne, elle n'a jamais été canonisée.

## Mariage et descendance
En 1217, elle épouse Henri II le Pieux, dont elle a dix enfants :
1. Gertrude (c. 1218-1220 - 23-30 avril 1247), mariée en 1232 à Boleslas Ier de Mazovie ;
2. Constance (v. 1221 - v. 21 février 1257), mariée en 1239 à Casimir Ier de Cujavie ;
3. Boleslas II le Chauve (v. 1220-1225 - 25-31 décembre 1278) ;
4. Mieszko de Lubusz (v. 1223-1227 - 1242) ;
5. Henri III le Blanc (1227-1230 - 3 décembre 1266) ;
6. Conrad II de Głogów (1228-1231 - 6 août v. 1274) ;
7. Élisabeth (v. 1232 - 16 janvier 1265), mariée en 1244 à Przemysl Ier de Grande-Pologne ;
8. Agnès (v. 1236 - 14 mai après 1278), abbesse de Sainte-Claire à Trebnitza (après. 1277) ;
9. Ladislas (1237 - 27 avril 1270), chancelier de Bohême (1256), évêque de Passau (1265) et archevêque de Salzbourg (1265-1270) ;
10. Edwige (v. 1238-1241 - 3 avril 1318), abbesse de Sainte-Claire à Wrocław.

Après d'infinies disputes dynastiques, les plus jeunes fils d'Anne retrouvent leurs droits sur la Silésie Inférieure, y compris Henri III qui, après la partition de 1248, règnera comme duc de Silésie à Wrocław, tandis que Boleslas II restera duc de Legnica. À partir de 1251, Conrad deviendra le premier duc de Głogów. Enfin, Ladislas, le plus jeune fils d'Anne sera fait chancelier par le roi Ottokar II de Bohême en 1256, puis élu prince-évêque de Bamberg en 1257, puis de Passau, pour finir prince-évêque de Salzbourg en 1265. 

## Source de la traduction
- (en) Cet article est partiellement ou en totalité issu de l’article de Wikipédia en anglais intitulé « Anne of Bohemia, Duchess of Silesia » (voir la liste des auteurs).

]